# Холоп'єво
Холоп'єво (рос. Холопьево) — присілок Гагарінського району Смоленської області Росії. Входить до складу Гагарінського сільського поселення.
Населення — 6 осіб (2007 рік).